# Dieter Acker
Dieter Acker (Nagyszeben, 1940. november 3. – München, 2006. május 27.) erdélyi szász születésű német zeneszerző.
Tanára, Franz Xaver Dressler hatására már gyermekkorában a zenének szentelte életét. Zeneszerzést Sigismund Toduțănál tanult a kolozsvári Zeneakadémián. 1969-ben politikai és művészetpolitikai okokból Németországba települt át.
Németországban először Düsseldorfban dolgozott, később Münchenben a Zene- és Színházművészeti Főiskolán tanított zeneszerzést. Számos kiváló zeneszerző került ki tanítványai közül, például Ferran Cruixent, Oriol Cruixent, Florian Heigenhauser, Peter Wittrich és mások.
Több mint száz művet komponált, amelyeket neves előadóművészek mutattak be. Elsősorban zenekari darabokat írt, köztük hat szimfóniát, versenyműveket, kamarazenét, valamint zongora-, orgona-, és vokális műveket.